# Gnaphalium
A Gnaphalium (gyopár) az őszirózsafélék (Asteraceae) családjába tartozó növénynemzetség. Mintegy 120 faj tartozik ide. Többnyire mérsékelt égöv alatt élnek, de egyes fajok trópusi hegységekben, vagy szubtrópusi területen is megtalálhatók.

## Nem teljes fajlista
- Gnaphalium affine D.Don
- Gnaphalium chimborazense Hieron.
- Gnaphalium dysodes Spreng.
- Gnaphalium ecuadorense Hieron.
- Gnaphalium exilifolium
- Gnaphalium hypoleucum
- Gnaphalium imbaburense Hieron.
- Gnaphalium indicum
- Gnaphalium japonicum
- Gnaphalium keriense
- Gnaphalium norvegicum L.
- Gnaphalium palustre Nutt.
- Gnaphalium polycaulon
- Gnaphalium polycephalum
- Gnaphalium sandwicensium
- Gnaphalium sepositum Benoist
- Gnaphalium sodiroi Hieron.
- Gnaphalium supinum
- Gnaphalium sylvaticum L. – erdei gyopár
- Gnaphalium uliginosum L. – iszapgyopár

### Korábban ide sorolt fajok
- Helichrysum luteoalbum (mint G. luteoalbum)
- Pseudognaphalium californicum (mint G. californicum)

## Fordítás
- Ez a szócikk részben vagy egészben a Gnaphalium című angol Wikipédia-szócikk ezen változatának fordításán alapul.  Az eredeti cikk szerkesztőit annak laptörténete sorolja fel. Ez a jelzés csupán a megfogalmazás eredetét és a szerzői jogokat jelzi, nem szolgál a cikkben szereplő információk forrásmegjelöléseként.